# Симптом

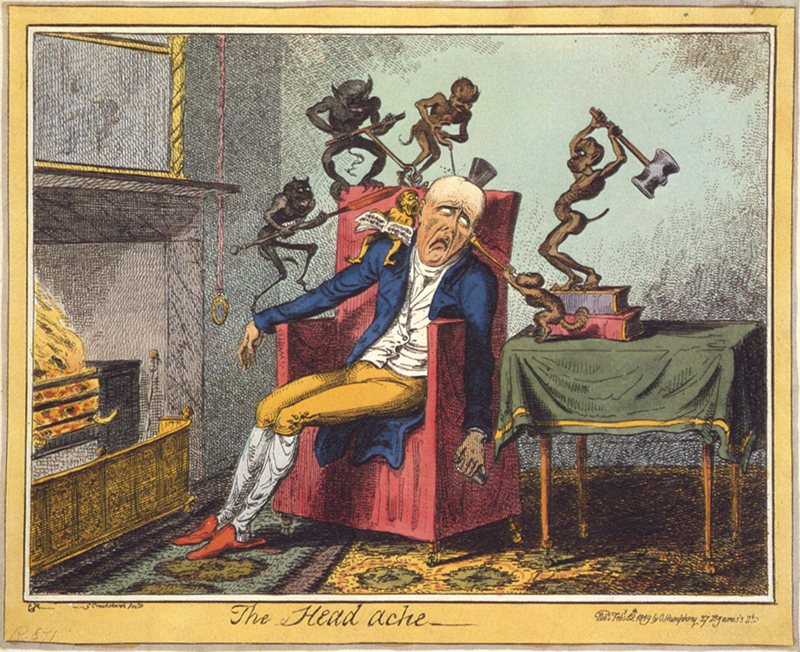
За МКХ-10 R50-R69, головний біль є одним із загальних симптомів.
Карикатура Джорджа Крукшенка 1819 року, яка показує головний біль.

Симпто́м (від грец. σύμπτομα — ознака, нещастя, яке трапляється) — ознака, яка відрізняє хвору людину від здорової. Також визначають симптом як будь-яку відчутну зміну в організмі або його функціях, що виявляється на підставі скарг хворого (суб'єктивний симптом) або під час дослідження лікарем (об'єктивний симптом). Симптом може бути й об'єктивною клінічною ознакою, тобто чітко виявлятися не тільки самим пацієнтом, але й будь-якою іншою людиною, особливо лікарем, перед або під час фізичного огляду пацієнта. Тоді як деякі симптоми відчуває лише сам хворий, як-от парестезії, і вони не є клінічними ознаками.
В англомовній медичній літературі, ознаки та симптоми розрізняються: отже, це спостережувані або виявлені ознаки та пережиті симптоми хвороби, травми чи певного стану. Ознаки об'єктивні і помітні зовні; симптоми — суб'єктивні переживання людини. Ознакою, наприклад, може бути вища або нижча температура за нормальну, підвищений чи знижений артеріальний тиск або інше відхилення від норми, яке виявляється під час фізикального обстеження. Симптом — це щось незвичайне, що відчуває людина, наприклад відчуття гарячки, головний або інший біль чи ломота у тілі.

## Загальне
Інколи симптоми можуть бути взагалі відсутніми (у цьому разі кажуть, що хвороба безсимптомна), або мало симптомів (хвороба малосимптомна). Натомість, тотожний симптом дуже часто можна віднести до різних захворювань: тож, здебільшого, неможливо негайно зробити висновок, що симптом (наприклад, біль у горлі) обумовлений певним захворюванням (скажімо грипом).
Розпізнавання хвороби ґрунтується на обстеженні хворого та виявленні симптомів. Діагностику внутрішніх хвороб засновано на виявленні симптомів хвороб. Для їхнього виявлення і спостереження за лікуванням хворого, існує особливий спосіб дослідження: складання документа — історії хвороби пацієнта. Розділ «Анамнез захворювання» (лат. anamnesis morbi) містить відомості про історію виникнення хвороби, динаміка її і розвиток. Розпитуючи хворого, слід з'ясувати сім проявів симптомів:
1. Перша поява певного симптому, коли він змінився, коли були найтяжчі прояви його.
2. Якості, риси обстежуваного симптому (потрібно якнайточніше описати всі якості цього симптому).
3. Тяжкість (можлива самооцінка хворим за градацією від 1 до 10).
4. Локалізація.
5. Умови виникнення.
6. Фактори, що полегшують або обтяжують симптом.
7. Супутні явища, які супроводжують симптом.

Сукупність симптомів, які часто зустрічаються разом при деяких певних захворюваннях, називається синдромом (при спільному патогенезі) або симптоматикою. Наприклад, «грипоподібний синдром» (головний біль, розбитість, підвищення температури та ін.) при багатьох інфекційних хворобах, «депресивний синдром» при різних психічних і соматичних захворюваннях.
Об'єднання симптомів на основі їх зв'язку з етіологією чи патогенезом захворювання є клінічним вираженням діагнозу. Діагноз кожної хвороби базується на сукупності синдромів або на виявленні вирішальних ознак.
Для того, щоб визначити попередній діагноз, необхідно вивчити симптоматику ураження органів та систем організму і навчитися виділяти сукупність симптомів, які складаються у певний синдром, тобто пов'язані спільним походженням. Наука про симптоми називається симптоматологією. Надзвичайно важливо не тільки навчитися бачити окремі симптоми, а й добре знати їхнє походження, патогенез симптомів — семіотику. Розпитуючи і фізикально обстежуючи хворого, лікар здійснює процес клінічного мислення — аналізу семіотики виявлених симптомів, об'єднання їх у певні синдроми, на основі сукупності синдромів визначає хворобу.
Багато важливих у клінічній медицині симптомів названі іменами науковців, які їх описали (зокрема симптоми Копліка, Кіарі, Мюссе, Гатчінсона тощо).

## Види
За способом і доступністю виявлення симптоми поділяють на об'єктивні та суб'єктивні, явні та приховані. За термінами появи і виявлення — на ранні та пізні, а за діагностичним значенням — на неспецифічні, специфічні та патогномонічні. Патогномонічні притаманні лише одній хворобі (наприклад симптом Копліка при кору, правцева діагностична тріада при правцеві, тофуси при подагрі тощо).
При описі психічних розладів, особливо шизофренії, симптоми можна розділити на позитивні та негативні. Позитивними симптомами є ті, які присутні в розладі, але звичайно не відчуваються більшістю осіб. Вони відображають надмірність або спотворення нормальних функцій (тобто досвід та поведінку, які характерні для нормального функціонування людини). Зокрема, це галюцинації, марення та химерне поведінка. Негативними симптомами є такі функції, що зазвичай виявляються у здорових осіб, але зменшуються або відсутні у постраждалих. Отже, це те, що зникло з нормального способу функціонування людини. Прикладами є соціальний відхід, апатія, нездатність відчувати задоволення і недоліки в контролі уваги.